# دریاچه یانکانلو
دریاچه یانکانلو (به اسپانیایی: Laguna de Llancanelo) تالابی با مساحت ۶۵۰ است که واقع در دپارتمان Malargüe در جنوب استان مندوزا، آرژانتین، است. ارتفاع آن در ۱۲۸۰ متر بالاتر از سطح متوسط دریا، در منطقه خشک در نزدیکی آند در محدوده بین مناطق کویو و پاتاگونیا است.
دریاچه یک ذخیره گاه طبیعی استانی نیز هست. میزبان انواع پرندگان از جمله فلامینگو، قوهای گردن سیاه، حواصیل و اردک است. این دریاچه همچنین از ۸ نوامبر ۱۹۹۵ یکی از سایت‌های کنوانسیون رامسر (RS #759) است.